# Арко, Георг фон
Граф Георг Вильгельм Александер фон Арко (нем. Georg von Arco; 30 августа 1869, Гожице, Силезия (ныне Силезское воеводство, Польша) — 5 мая 1940, Берлин) — немецкий физик, изобретатель в области радиотелеграфии и радиовещания, пионер радио и один из соучредителей «Общества беспроводной телеграфии», которое стало компанией Telefunken.
Первым разработал и сконструировал (вместе с Александром Мейснером) супергетеродин и своего рода радиопередатчик с преобразователем частоты. Также разработал (вместе с Мейснером) технологию промышленного производства электронных ламп.
Один из основателей «Общества беспроводной телеграфии», которое стало компанией Telefunken.
Сыграл большую роль в развитии беспроводных технологий в Европе.
Образование получил в Берлинском техническом университете и в Шарлотгенбургской Высшей Технической школе. В 1898 году — ассистент профессора А. Сляби по радиотелеграфии; затем работал во Всеобщей Электрической Компании (A. E. G.) в Берлине, продолжая в то же время разработку системы радиотелеграфирования Сляби-Арко. С 1903 г. — директор первой германской радиотелеграфной фирмы (впоследствии «Telefunken»).
В 1906 году осуществил радиотелефонную передачу на расстояние свыше 30 км. В 1912 на интернациональном радиотелеграфном конгрессе в Лондоне продемонстрировал оборудование высокой частоты своей конструкции. Впоследствии подобные Приборы были установлены на мощной (до 400 kW в антенне) радиостанции в Науэне, близ Берлина.
Главный руководитель работ по проектированию и сооружению Науэнской и ряда других радиостанций, построенных фирмой «Telefunken».
В 1926 году награждён Медалью Вильгельма Экснера.